# Adiantum crespianum
Adiantum crespianum là một loài dương xỉ trong họ Pteridaceae. Loài này được Bosco mô tả khoa học đầu tiên năm 1938.